# Roma Aurelia
Roma Aurelia (wł. Stazione di Roma Aurelia) – stacja kolejowa w Rzymie, w prowincji Rzym, w regionie Lacjum, we Włoszech. Znajduje się na linii Piza – Rzym. Nazwa stacji nawiązuje do położonej tuż obok dworca Via Aurelia.
Według klasyfikacji RFI ma kategorię srebrną.

## Połączenia
Stacja jest obsługiwana przez pociągi regionalne linii FL5, łączącej Civitavecchię z Rzymem.

## Linie kolejowe
- Piza – Rzym